# Ora faz ost’o senhor de Navarra
“Ora faz ost’o senhor de Navarra” és una cantiga d'escarn o maldit i la primera obra conservada de la literatura galaicoportuguesa, així com una de les seves primeres manifestacions escrites. El seu autor fou João Soares de Paiva, nascut cap a l'any 1140, al nord de Portugal. El tema és una crítica al rei de Navarra per haver envaït Aragó, quan el seu rei era a Provença, cosa que fa suposar que els reis en qüestió eren Sanç VII de Navarra i Pere el Catòlic, així com que el poema fou escrit entre 1204 i 1213.

## El text
Es presenta la versió original galaico-portuguesa, i una versió en portuguès actual:
| Ora faz ost'o senhor de Navarra, pois en Proenç’est’el-Rei d'Aragon; non lh’an medo de pico nen de marra Tarraçona, pero vezinhos son; nen an medo de lhis poer boçon e riir-s'an muit’Endurra e Darra; mais, se Deus traj’o senhor de Monçon ben mi cuid'eu que a cunca lhis varra. Se lh’o bon Rei varrê-la escudela que de Pamplona oístes nomear, mal ficará aquest’outr’en Todela, que al non á a que olhos alçar: ca verrá i o bon Rei sejornar e destruir atá burgo d'Estela: e veredes Navarros lazerar e o senhor que os todos caudela. Quand'el-Rei sal de Todela, estrẽa ele sa ost’e todo seu poder; ben sofren i de trabalh’e de pẽa, ca van a furt’e tornan-s'en correr; guarda-s'el-Rei, comde de bon saber, que o non filhe a luz en terra alhẽa, e onde sal, i s'ar torn'a jazer ao jantar ou se on aa cẽa. Versió original, en galaico-portuguès, de la cantiga Ora faz ost’o senhor de Navarra, João Soares de Paiva | Agora faz isso o senhor de Navarra, pois em Provença é o rei de Aragão; não têm medo, nem do seu pico, nem à sua Marra em Tarazona, nem que está perto; não têm medo de lhes colocar aríetes e serão rir muito Inzura e Darren; mas, se Deus traz o senhor de Monção estou certo de que lhes destruirá a bacia. Se o bom Rei lhes arrasa a Escudela, que de Pamplona ouvistes chamar, mal ficará o outro em Tudela, não tem outra coisa de que se preocupar: pois verá o bom Rei em acampamento e destruir até o burgo d'Estella: verás sofrer os navarros e ao senhor que a todos comanda. Quando o senhor sai de Tudela, lança ele a sua hoste e todo o seu poder; bem sofrem aí de sacrifício e de pena, pois saem para roubos e voltam correndo; o Rei procura, como perito, que não amanheça em terra alheia, e de onde partiu, ele torna a dormir, o almoço ou então o jantar. Traducció lliure al portuguès de la cantiga Ora faz ost’o senhor de Navarra, João Soares de Paiva |